# Rue de Thann
La rue de Thann est une voie du 17e arrondissement de Paris, en France.

## Situation et accès
La rue de Thann est une voie publique située dans le 17e arrondissement de Paris. Elle débute au 4, place de la République-Dominicaine et se termine au 3, place du Général-Catroux.

## Origine du nom
Conformément aux intentions du propriétaire d'origine alsacienne Antoine Herzog, cette voie porte le nom de la ville de Thann, en souvenir de l'Alsace-Lorraine, à l'époque territoire allemand annexé, dont il était originaire. Antoine Herzog a donné aux rues des noms de villes de Moselle comme la rue de Phalsbourg et d'Alsace comme la rue de Thann ou la rue de Logelbach, commune où il était né.

## Historique
Les frères Pereire ont commencé à acheter des terrains au sein de la plaine Monceau. L'ancien château de Monceaux avait changé plusieurs fois de propriétaire depuis la Révolution. En 1828, il était acheté par le notaire de Monceaux, Élie Deguingand (1787-1867). Sur le terrain du château ont été ouverts progressivement : en 1840, la rue de Tocqueville ; en 1850, l'avenue de Neuilly, actuelle avenue de Villiers ; vers 1860, le rue Legendre ; en 1861, le boulevard Malesherbes ; en 1862, la place Malesherbes, actuelle place du Général-Catroux ; en 1866, la rue de Prony ; et, en 1876, la rue Montchanin, actuelle rue Jacques-Bingen.
En 1874, un spéculateur d'origine alsacienne, Antoine Herzog, achète quatorze hectares de terrain entre le parc Monceau, la rue d'Offémont et la place Malesherbes. Il regroupe ses terrains avec ceux de madame Deguingand et écrit au préfet de la Seine pour obtenir l'autorisation de percer trois nouvelles voies pour bâtir ces terrains :
« Propriétaire de terrains situés boulevard de Courcelles et place Malesherbes et d'accord avec madame Deguingand, propriétaire de divers terrains dans le même quartier, j'ai le projet d'ouvrir sur l'ensemble de ces terrains trois rues dont l'une de 16 mètres de large allant de la rotonde du parc Monceau à l'angle formé par la place Malesherbes et la rue d'Offémont […] M'engageant tant en mon nom qu'au nom de madame Deguingand à céder gratuitement à la Ville de Paris, le sol de nos voies, notre propriété exclusive d'un bout à l'autre. Je m'engage à faire exécuter, dans le courant de l'année 1878, à mes frais, tous les travaux de viabilité, d'assainissement, d'égout, de conduites d'eau et d'appareils d'éclairage nécessaires à ces trois rues conformément aux projets qui seraient dressés par les agents du service municipal […] Je m'engage à déposer d'avance la somme nécessaire à ces travaux en demandant à la Ville de vouloir bien se charger de les faire exécuter. Nous demandons en échange que la Ville veuille bien classer les voies et les recevoir. »
Pour bâtir les immeubles, il crée la Compagnie des immeubles de la Plaine Monceau avec l'architecte Émile Leménil et douze entrepreneurs. Cette compagnie possède encore des immeubles.
La rue est classée dans la voirie de Paris et prend sa dénomination par décret du 25 septembre 1879 :
« Le président de la République française,
sur le rapport du ministre de l'Intérieur et des Cultes,
vu la délibération du Conseil municipal de Paris en date du 4 mai 1878 ;
l'arrêté du préfet de la Seine du 16 janvier 1879, portant approbation du traité intervenu entre la ville de Paris et les consorts Herzog et Deguingaud, relativement à la cession de trois rues et d'un carrefour établis par ces propriétaires sur leurs terrains, dans le 17e arrondissement ; 
le plan des lieux et le procès-verbal d'enquête ;
l'avis du préfet et les autres pièces de l'affaire ;
la loi du 16 septembre 1807, le décret du 26 mars 1852 et l'ordonnance du 23 août 1835 ; 
le Conseil d’État entendu, décrète :
- Article 1 : sont classées comme rues de Paris les trois voies publiques ouvertes dans le 17e arrondissement de cette ville, sous le nom de rues de Phalsbourg, de Logelbach et de Thann, ainsi que le carrefour établi à leur débouché sur le boulevard de Courcelles.
Les alignements de ces rues et de ce carrefour sont arrêtés conformément aux lisérés bleus du plan ci-annexé.
Les cotes de nivellement en sont fixées telles qu'elles sont figurées au même plan par des chiffres rouges.
- Article 2 : le ministre de l'Intérieur et des Cultes est chargé de l'exécution du présent décret.

Fait à Mont-sous-Vaudrey, le 25 septembre 1879.
Signé : Jules Grévy. »